# Паметник на Алеко Константинов (Пазарджик)
Паметникът на Алеко Константинов в парк-остров „Свобода“ в Пазарджик е посветен на писателя и общественик Алеко Константинов. Открит е на 23 май 1937 г.
Паметникът е изграден с доброволните дарения от туристическото дружество „Белмекен“ в Пазарджик. Автор е архитектът Костадин Мумджиев, който проектира множество сгради в Пазарджик и София, а барелефът е изработен от скулптора Михайло Парашчук.
Извитата стена и наклон от лявата му страна символизират планинска пътека, с което се прави връзката с природата. Пиедесталът е връзката с непокорените от него върхове. Композицията е поставена в Пазарджик, тъй като край село Радилово Алеко Константинов е убит.